# パルライン
株式会社パルライン（英: PALLINE）は、東京都江東区に本社を置く物流企業である。パルシステムの子会社で、パルシステム生協物流全般を担う。

## 概要
パルシステムの子会社の物流会社であり、主な事業として食品加工・物流やカタログセットの配送を担っており、関東地方を中心に多くの営業所と青果品などを取り扱うセットセンターを構えている。

## 沿革
- 1987年11月　株式会社コープ・アイ設立
- 1989年5月　首都圏コープ事業連合グループ（当時Eコープ、北多摩生協）の生鮮品セット業務を開始する
- 1991年3月　株式会社アースジャパン設立
- 1994年10月　芝山営業所（現習志野営業所）を開設する
- 1996年4月　相模原営業所（現相模営業所）を開設する
- 1997年5月　東葛営業所（現柏営業所）を開設する
- 1998年7月　生活協同組合東京マイコープの子会社として株式会社マイコープエクスプレス設立
- 1998年11月　立川営業所を開設する［マイコープエクスプレス］
- 1999年3月　多摩営業所を開設する［マイコープエクスプレス］
- 1999年6月　市川営業所を開設する
- 1999年12月　相模センターを開設する
- 2001年2月　岩槻センターを開設する
- 2001年8月　鹿嶋営業所を開設する
- 2002年5月　港営業所（現大田営業所）を開設する［マイコープエクスプレス］
- 2002年12月　ISO14001を認証取得
- 2004年3月　旭営業所を開設する
- 2005年11月　新治センター、新治営業所を開設する
- 2006年2月　八王子営業所を開設する［マイコープエクスプレス］
- 2006年4月　横浜南営業所、三鷹営業所を開設する［マイコープエクスプレス］
- 2007年6月　富士営業所を開設する［マイコープエクスプレス］
- 2008年3月　鶴見営業所を開設する、アースジャパン鶴見営業所をマイコープエクスプレスが事業譲受する
- 2008年4月　株式会社コープ・アイと株式会社マイコープエクスプレスが合併し、株式会社パルラインとしてスタートする
- 2008年6月　平塚営業所を開設する
- 2008年8月　八王子センター、橋本営業所を開設する
- 2009年3月　南大沢センターを開設する
- 2009年11月　橋本青果センターを開設する
- 2010年4月　岩槻青果センターを開設する
- 2010年5月　青梅営業所を開設する
- 2010年8月　宮前営業所を開設する
- 2010年9月　橋本青果センターで有機農産物小分け事業者の認証取得（有機中央会）
- 2013年10月　相模青果センターを開設する（橋本青果センター移転）
- 2014年6月　東金営業所を開設する（旭営業所移転）
- 2015年9月　株式会社パルラインと株式会社パル・メッセージ・サービスが合併し、カタログ・プリント事業部杉戸カタログセンターを開設する
- 2017年9月　板倉食品加工センターを開設する
- 2018年7月　下妻営業所を開設する
- 2018年10月　袋井営業所、昭島営業所を開設する（立川営業所移転）
- 2019年3月　栃木営業所を開設する（下妻営業所移転）
- 2020年4月　熊谷センター、南大沢営業所を開設する
- 2021年10月　松戸営業所を開設する（市川営業所移転）
- 2021年12月　千葉県、茨城県、栃木県の生活物流部門と基幹物流部門の事業所を子会社株式会社パルシステム・イーストへ会社分割する

出典：

## 営業所一覧
【東京都】
- 多摩営業所
- 昭島営業所
- 三鷹営業所
- 大田営業所
- 八王子営業所
- 青梅営業所
- 八王子センター
- 南大沢センター
- 南大沢営業所

【神奈川県】
- 横浜南営業所

- 鶴見営業所
- 宮前営業所
- 平塚営業所
- 相模センター
- 相模青果センター
- 相模営業所

【埼玉県】
- 岩槻センター
- 岩槻青果センター
- 杉戸カタログセンター
- 熊谷センター

【茨城県】
- 新治センター

【群馬県】
- 板倉食品加工センター

【静岡県】
- 富士営業所
- 袋井営業所

出典：